# 53 Geminorum
53 Geminorum är en variabel stjärna(VAR) i stjärnbilden Tvillingarna.
53 Geminorum har visuell magnitud +5,75 och varierar med amplituden 0,012 magnituder och perioden 6,22084 dygn. Den befinner sig på ett avstånd av ungefär 770 ljusår.